# José María de Orbe y Elío
José María de Orbe y Elío (Irun, 7 de setembre de 1776 - Bordeus, 21 de juliol de 1850), III marquès de Valde-Espina, va ser un militar i polític espanyol. Va néixer al Palau d'Arbelaitz, provinent de famílies de la noblesa biscaina i guipuscoana.

## Pròleg
Va ser combatent en la guerra de la Convenció i en la Guerra del francès, ambdues contra els francesos. El govern liberal el va bandejar per la seva vinculació amb els absolutistes.
Va ser representant del senyoriu de Biscaia en les Corts en diverses ocasions. A la mort de Ferran VII va seguir la causa del pretendent al tron Carles VI, a qui va proclamar en la Diputació Foral de Biscaia. Quan Carles VI va arribar a Espanya després de la seva fugida a Portugal i posterior viatge a Anglaterra, el va nomenar brigadier d'infanteria i membre de la Junta Consultiva. En 1838, poc abans del pacte de Bergara va obtenir el grau de Mariscal de Camp a més de ser nomenat ministre de la Guerra i I duc de la Confianza (gener de 1837-febrer de 1839).
Contrari a la signatura del Conveni de Bergara, va participar en intrigues en favor de la continuació de la guerra i es va veure obligat a exiliar-se a França, on va morir en 1850.

## Biografia
Va cursar les humanitats a les escoles Pies de Saragossa, comptant entre els seus mestres el cèlebre Basilio Boggiero, i entre els condeixebles els germans Palafox; va principiar la carrera militar estudiant les matemàtiques a l'Acadèmia de Cavallers Cadets del Regiment de Santiago, d'on va passar d'ordre superior el 1793 a ampliar els seus coneixements en aquesta ciència al Reial Col·legi o Seminari de Nobles de Vergara, poc abans d'esclatar la guerra contra la República francesa. Havent nomenat la vila d'Irun capità de les milícies locals al seu pare José Joaquín de Orbe y Murguía, marquès de Valde-Espina, aleshores alcalde de Sacas de la província, tement que la seva precària salut hauria de ressentir-se molt en la campanya, es va presentar al seu lloc, fingint tenir més edat de la que realment tenia.
Va guanyar el grau de capità d'infanteria al 1r. Batalló de Guipúscoa. Va ser ferit a la mà dreta a la batalla de sant Marcial de 1794, batent-se heroicament en retirada contra centuplicades forces, mentre els soldats del regiment d'Àfrica posaven fora de perill el seu cap el general Castaños, ferit de gravetat al cap. Aquella ferida a la mà, va ser mal atesa en els primers moments, ja que es va negar a retirar-se i va continuar batent-se en retirada fins a Tolosa, va produir-li una càries a l'os de l'avantbraç que va fer més endavant necessària l'amputació de tot el membre per salvar la seva vida. Signat el Tractat de Basilea, es va retirar de la milícia amb el grau i fur de capità.

## Fi de la carrera militar
La carrera de les armes, començada amb tan brillants auspicis, quedava per a ell, pel fet de perdre el braç dret, interrompuda i trencada. No es va desanimar, però; més aviat va emprendre amb energia la tasca de la seva autoeducació; va aprendre a escriure amb la mà esquerra amb relativa soltesa i perfecció, alternant amb l'estudi dels problemes vitals per al senyoriu de Biscaia i l'administració del patrimoni familiar que el seu afligit pare li va confiar per distreure'l i donar satisfacció al seu geni atrevit i emprenedor. El 1802 va assistir per primera vegada a les cèlebres Juntes generals de Guernica en representació de la vila d'Ermua, que l'havia elegit per vot unànime el seu alcalde el 1797, i fou elegit diputat general del senyoriu. Aquell mateix any va passar a la cort amb una important comissió en companyia de Bernardo de Zamácola, patrocinador i incansable del projecte d'habilitació per al comerç d'un port lliure, rival del de Bilbao, a l'avant-església d'Abando. Havent sorgit d'improvís greus dificultats i disturbis en acabar les Juntes de 1804 amb motiu d'aquest projecte, o més aviat, de l'armament general del país ofert per Zamácola al Govern i votat pels diputats assistents a aquestes Juntes, es va haver de refugiar momentàniament amb Zamácola a Navarra, perquè els amotinats demanaven el cap d'aquest i de tots els seus partidaris i, naturalment, el d'Orbe y Elío que era entusiasta zamacolista i, el que encara era més greu en la circumstància, havia rebut de la Junta l'encàrrec d'organitzar l'armament general i el nomenament de comandant general de les milícies del senyoriu.
Solucionat per l'imperi de les baionetes la sorollosa qüestió de la zamacolada, va tornar a la casa d'Ermua, lamentant el partit que intentava treure la cort dels anteriors disturbis per privar Biscaia dels seus furs i venerandas libertades. La inesperada fellonia comesa per Napoleó el 1808 quan, retirat a casa seva, estava en vigílies de contraure matrimoni, i el fet d'estar ocupades per nombroses tropes franceses les províncies Vascongades li van impedir córrer als punts no ocupats per l'enemic a reunir-se amb els patriotes; però va fomentar l'aixecament arbitrant armes i recursos i enviant operaris armers a Saragossa i altres punts, motiu pel qual va ser constantment vigilat pels francesos i afrancesats i va patir exaccions, presons, persecucions i ensurts continus. En formar-se el 7è. exèrcit va obtenir el comandament del 2n. batalló de Biscaia i va ser ascendit a coronel pel general en cap Gabriel de Mendizábal.

## Triomf constitucional
En triomfar els constitucionals el 1820 va rebre la recompensa dels anteriors serveis en forma de desfeta persecució: va ser tancat en un calabós, per desafecte a les idees imperants, i embolicat en un sorollós procés per suposada conspiració en connivència amb el general Eguia, al que el fiscal va demanar per a ell la pena de mort. Però es va defensar amb tanta calor i amb tan sòlids arguments, demostrant la improcedència de l'acusació que, no podent resistir-lo, el fiscal es va donar per vençut, desmaiant-se a la mateixa Audiència. No obstant això, com era tanta l'enemiga dels «voluntaris de la llibertat» contra els anomenats «servils», el jutge va haver d'aquietar pronunciant sentència de confinament per dos anys a la ciutat de Burgos, obligant-lo, a més, a pagar les costes del procés. Va ser absolt en el recurs d'apel·lació de la primera pena, però no de la segona perquè, com solia dir, «l'únic reu que buscaven acusadors i jutges era la seva butxaca».
Als pocs dies va ser pres i conduït a Bilbao entre baionetes, reduït a estretíssima presó i bandejat a Cadis, sense formació de causa. Però, havent resolt fugar-se, es va presentar abans a Ferran VII, va rebre instruccions verbals i plecs reservats per al general francès Bourdesoulle, el duc de l'Infantat i la regència de Madrid, i amb tan delicada missió va fugir. A Madrid es va trobar amb la sorpresa que el senyoriu de Biscaia el nomenava comissionat especial de la cort, amb encàrrec de gestionar la solució d'alguns assumptes pendents davant del Consell de la Regència i de felicitar el rei així que recobrés la llibertat. Reintegrat a casa seva a finals de 1823, fou elegit novament en les immediates Juntes generals de Guernica diputat general; en unió de Pedro Novia de Salcedo va organitzar els batallons de voluntaris realistes i va ser nomenat coronel cap de la 4a, brigada.

## Al front del Govern
Al capdavant del Govern de Biscaia al bienni del 1825 al 1827 va dur a terme importants reformes en l'administració, i es pot afirmar-se que l'etapa del seu govern va ser una de les més prosperes i fecundes de la Biscaia foral. A ell i al seu company i parent Núvia de Salcedo correspon l'honor d'haver estat les primeres autoritats que a Espanya van comprendre la importància dels ferrocarrils. Quan el general Francisco Espoz e Ilundai, conegut com Espoz i Mina, va entrar a Espanya el 1830 proclamant la Constitució, Orbe y Elío manava una de les columnes que el van obligar a emigrar. Des d'aquella data fins al 1833, en què va ser elegit per tercera vegada diputat general de Biscaia, va viure allunyat de l'administració i de la política. I quan el 2 d'octubre va arribar a Bilbao, es va posar al capdavant del govern la infausta nova i amotinades les milícies van dissoldre la Diputació, proclamant successor a l'infant en Carles, va córrer Orbe y Elío a Bilbao, es va posar al capdavant del govern, i en unió del diputat general i brigadier de l'exèrcit Fernando Zabala, va proclamar rei a Carles i va donar al públic la primera proclama a favor seu. Aleshores va començar l'època més important i menys coneguda de la seva vida.
Va protegir les autoritats deposades i perseguides, donant-los asil segur sota la seva protecció, i va canalitzar l'aixecament carlista amb molt bon èxit en els primers moments, no només a Biscaia, sinó també a Àlaba, Guipúscoa, Santander i Castella la Vella, enviant a les respectives Juntes de resistència municions, armes i diners i considerables reforços de gent ben armada i reposada, però novata. L'èxit de les expedicions no va correspondre als seus desitjos i zel polític, ja que batudes i dispersades les forces castellanes i alabeses, es van dispersar sense resistència les biscaïnes i les guipuscoanes a l'arribada de Pedro Sarsfield; i Orbe y Elío va haver de fugir de Bilbao amb la Diputació carlina i refugiar-se a Navarra, quan Zumalacárregui el 7 de desembre de 1833 a Echarri-Aranaz, i després d'haver-se distingit a les seves ordres a la batalla de Nazar i Asarta i altres diverses, va tornar a Biscaia amb escasses forces a promoure un altre aixecament, batent-se amb heroisme en tot el trajecte fins a Azpeitia, el pas del qual va aconseguir forçar amb la seva perícia, burlant una vegada més les encertades combinacions dels seus contraris.

## Orbe y Elío era a tot arreu
Després d'aquest succés no es donà al nord cap acció en què deixés de trobar-se el marquès. Sabedor en Carles de la lloa que la seva causa li devia, va expedir decrets des de Portugal emplenant-lo d'honors i condecoracions, i quan va arribar aquest Carles a Elizondo, fugit d'Anglaterra, el va cridar al seu costat com a conseller de la Junta consultiva. Certes dissensions produïdes a finals de 1834 per incompatibilitat de caràcters entre els generals Fernando de Zabala i Simón de la Torre, van donar ocasió que es processés José María de Orbe y Elío i reduís a presó amb el primer, per «inobedients a les ordres del rei». Enviat després a la caserna general de Navarra sense comandament ni cap categoria, es va trobar amb Zumalacárregui en totes les accions que va sostenir aquest cabdill amb les tropes liberals. Provada la seva innocència, va tornar a la gràcia del sobirà a mitjan 1836, el qual va donar un decret manant que «es corregués un vel sobre tots els procediments obrats contra ell, sense que poguessin perjudicar mai la seva opinió, fama i carrera».

Ensems, el 9 de juliol de 1836 fou nomenat ministre del Reial Consell i poc temps després comissari reial de la Vigilancia pública de Biscaia, tasca en la qual es va distingir pel seu esperit de justícia i dots d'organització militar. A la par d'aquests càrrecs, es trobava igualment com a militar al capdavant de les tropes, singularment a les altures de Castrejana i en quantes operacions es van practicar durant el segon i tercer setge de Bilbao i anteriorment a l'expedició de Gómez. A l'agost de 1838 fou nomenat, contra la seva voluntat, ministre de la Guerra. La seva primera cura va ser posar-se en harmonia amb el cap d'estat major, Maroto, entaulant relacions familiars per fer completament homogènies ambdues autoritats, i prestar-se mútuament els seus auxilis respectius. Malgrat procedir amb tot tacte i sagacitat en aquelles circumstàncies difícils, no fou, tanmateix, apreciada en el que hauria la seva tasca. El sorollós expedient format contra Balmaseda per jutjar i condemnar la seva insubordinació, va produir a Orbe y Elío un munt de disgustos, ja que havia proposat administrar justícia i defensar la causa contra la intriga i la malvolença. El 6 de novembre de 1838 escrivia a Maroto: 
| « | Per mi, tot home que no pensi a complir la seva obligació, és un ens a qui miro amb compassió: m'he proposat complir els meus deures i fer-los complir als altres, i unides les meves atribucions amb les de vostè, hem de triomfar sense remei sigui quina sigui la maledicència i la intriga. En vèncer els obstacles que oposen els nostres enemics ocults està la victòria. | » |

A mitjans de novembre se suscità amb calor la qüestió de les represàlies en què Orbe y Elío va advocar enèrgicament pels furs de la humanitat, mostrant-se contrari a aquella mesura de sang, a l'autoritzada opinió de la qual es va adherir incondicionalment Maroto.

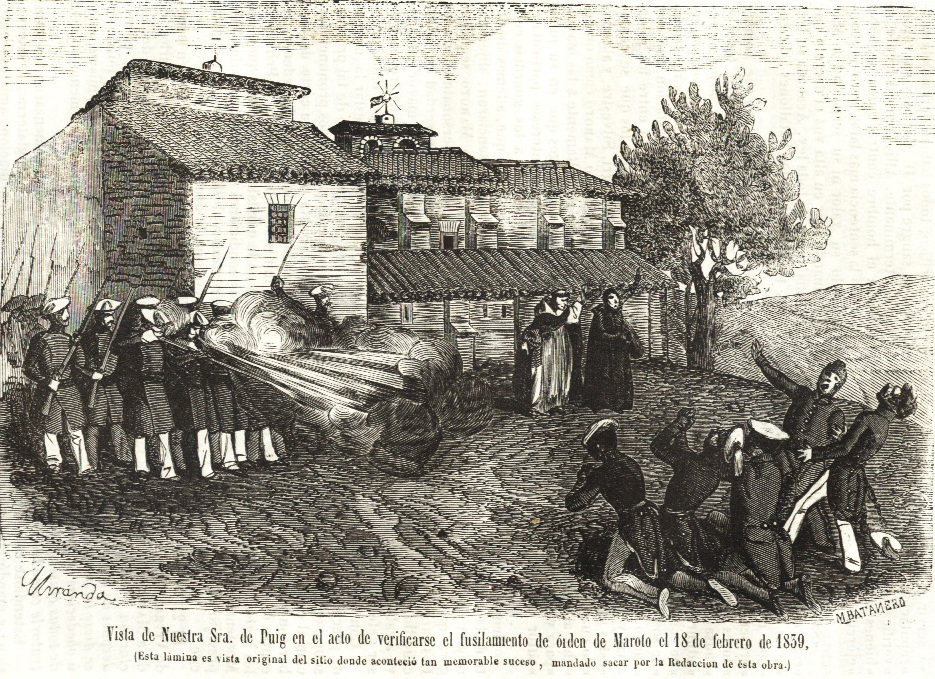
Afusellaments d'estella

Retirat de l'escena política després dels afusellaments d'Estella, conseqüència necessària de l'estat en què van arribar els partits apel·lant a l'últim recurs, en desacord amb l'element governant, trencades les relacions amb Maroto pel desacatament que cometés contra Carles i el seu ministre, perquè va fer tot el contrari del que prometia al marquès, i condolent-se de la sort de la seva pàtria i la de la seva mateixa causa, continuava encara donant a Carlos els consells que li demanava. Va arribar llavors el moment suprem de la causa, el mateix que preveia ja el 1834 i va voler evitar, a canvi de ser castigat severament amb la privació de les seves feines i el desterrament. Però llavors no va ser atès, ni el 1838 va merèixer que se'l sentís, a l'agost de l'any següent tot eren presses perquè aturés el mal en el seu origen.

## Refugi a França
Se li va encomanar el comandament militar i polític de Biscaia; però al cap de pocs dies, la celebració del Conveni de Vergara el va obligar a refugiar-se a França, patint moltes tribulacions en el trajecte, ja que els voluntaris de la línia d'Andoain i els de Bera maltractaven i afusellaven sense compassió tots els fugitius que caiguessin a les seves mans. En trepitjar el sòl francès era mariscal de camp i posseïa les més altes condecoracions i encomanes, però ignorava el parador i la sort de la seva esposa i fill i estava mancat en absolut de recursos. Tot ho havia sacrificat i perdut en defensa de la causa, i ni rastre li quedava de la seva immensa fortuna. Va suportar amb resignació les seves desgràcies, que van començar el 1834 amb el saqueig i incendi del sumptuós palau d'Ermua, casa solar del marquesat de Valde-Espina, empori de riquesa i joia d'art, es van continuar amb l'incendi i destrucció de quaranta-vuit caseríos i de l'històric palau de Murguía, a Astigarraga (Guipúscoa), i es van consumar amb el segrest total dels seus béns i rendes.
A l'emigració va ser constantment vigilat i perseguit pels seus adversaris polítics, ja que no va tolerar que li anomenessin ni tan sols la conveniència d'acollir-se, per millorar la seva situació, a les facilitats que oferia als adherits al Pacte de Bergara, i s'ocupava activament a preparar un altre alçament de les Vascongadas i Navarra. A aquest efecte, va formar un comitè conspirador a la frontera, del qual era president, format pels caps carlins de més arrelament i nomenada, escudats, per als efectes consegüents, després d'un pseudònim o diversos alhora, segons els casos: Orbe y Elío era Lara com a president, i com a membre Amós; Elío, Alcibiades y també Robles; el general Fernando Zabala, Vidarte; Emeterio García, Elizondo; Arroyo, Lorenzo; Sopelana, Constantino, etc.
Per distreure els seus temps lleure, atès que no era home molt llegit, es va posar a escriure algunes obres politico-religioses, entre elles una titulada Nuevas consideraciones filosóficas y críticas sobre la Sociedad de los jesuitas y sobre las causas y consecuencias de su destrucción, i una altra vers De la soberanía y del gobierno de la sociedad, que va deixar incompletes, i se'n conserven tan sols alguns capítols.

## Mort a Bordeus
Fins a finals del primer quart de segle xx, no es va poder confirmar ni la data ni el lloc de la seva mort, ocorreguda sobtadament a Bordeus el 21 de juliol de 1850, quan escoltava missa a l'església de Sant Domènec. Però s'ignora el parador de les seves restes, perquè havent intentat el seu fill traslladar-les al panteó de la família, existent a la parroquial vila d'Ermua, a pretext de reformes al cementiri, i precisament del caveau (nínxol) en què s'havia dipositat el cadàver del marquès, van desaparèixer misteriosament abans del temps reglamentari per a l'obertura de las sepultures. Totes les diligències que es van practicar per indagar el seu parador van ser infructuoses.